# Sławomir Kuczko
Sławomir Kuczko (° Koszalin, le 25 juin 1985), est un nageur polonais, spécialiste de la brasse.
Dans cette discipline, il a été champion d'Europe en 2005 et 2006.

## Palmarès

### Championnats d'Europe de natation
- Championnats d'Europe de natation 2006 à Budapest  Hongrie
  -  médaille d'or sur 200 m brasse (Temps : 2 min 12 s 12)

### Championnats d'Europe de natation (petit bassin)
- Championnats d'Europe de natation 2004 en petit bassin à Vienne  Autriche
  -  médaille d'argent sur 200 m brasse (Temps : 2 min 07 s 61)
- Championnats d'Europe de natation 2005 en petit bassin à Trieste  Italie
  -  médaille d'or sur 200 m brasse (Temps : 2 min 07 s 01)
- Championnats d'Europe de natation 2006 en petit bassin à Helsinki  Finlande
  -  médaille d'argent sur 200 m brasse (Temps : 2 min 06 s 61)